# 904 Rockefellia
904 Rockefellia eller 1918 EO är en asteroid i huvudbältet, som upptäcktes 29 oktober 1918 av den tyske astronomen Max Wolf. Den har fått sitt namn efter den amerikanske entreprenören och filantropen, John Davison Rockefeller.
Asteroiden har en diameter på ungefär 49 kilometer.